# Formel 3000
Formel 3000 eller F3000 var en internationell racingklass under formel 1 som startade 1985 och pågick till 2004. Klassen, som ersatte formel 2, ersattes i sin tur av GP2 säsongen 2005.

## Formel 3000-mästare
| Säsong | Förare                              | Tillverkare         |
| ------ | ----------------------------------- | ------------------- |
| 1985   | Christian Danner, Västtyskland      | BS Automotive       |
| 1986   | Ivan Capelli, Italien               | Genoa Racing        |
| 1987   | Stefano Modena, Italien             | Onyx                |
| 1988   | Roberto Moreno, Brasilien           | Bromley             |
| 1989   | Jean Alesi, Frankrike               | Eddie Jordan Racing |
| 1990   | Érik Comas, Frankrike               | DAMS                |
| 1991   | Christian Fittipaldi, Brasilien     | Pacific Racing      |
| 1992   | Luca Badoer, Italien                | Crypton             |
| 1993   | Olivier Panis, Frankrike            | DAMS                |
| 1994   | Jean-Christophe Boullion, Frankrike | DAMS                |
| 1995   | Vincenzo Sospiri, Italien           | Super Nova          |
| 1996   | Jörg Müller, Tyskland               | RSM Marko           |
| 1997   | Ricardo Zonta, Brasilien            | Super Nova          |
| 1998   | Juan Pablo Montoya, Colombia        | Super Nova          |
| 1999   | Nick Heidfeld, Tyskland             | West Competition    |
| 2000   | Bruno Junqueira, Brasilien          | Petrobras JR        |
| 2001   | Justin Wilson, Storbritannien       | Nordic Racing       |
| 2002   | Sébastien Bourdais, Frankrike       | Super Nova          |
| 2003   | Björn Wirdheim, Sverige             | Arden               |
| 2004   | Vitantonio Liuzzi, Italien          | Arden               |

### Pallplacerade förare
| Säsong | Mästare              | Tvåa               | Trea               |
| ------ | -------------------- | ------------------ | ------------------ |
| 1985   | Christian Danner     | Mike Thackwell     | Emanuele Pirro     |
| 1986   | Ivan Capelli         | Pierluigi Martini  | Emanuele Pirro     |
| 1987   | Stefano Modena       | Luis Perez-Sala    | Roberto Moreno     |
| 1988   | Roberto Moreno       | Olivier Grouillard | Martin Donnelly    |
| 1989   | Jean Alesi           | Érik Comas         | Éric Bernard       |
| 1990   | Érik Comas           | Eric van de Poele  | Eddie Irvine       |
| 1991   | Christian Fittipaldi | Alex Zanardi       | Emanuele Naspetti  |
| 1992   | Luca Badoer          | Andrea Montermini  | Rubens Barrichello |
| 1993   | Olivier Panis        | Pedro Lamy         | David Coulthard    |
| 1994   | J-C Boullion         | Franck Lagorce     | Gil de Ferran      |
| 1995   | Vincenzo Sospiri     | Ricardo Rosset     | Kenny Bräck        |
| 1996   | Jörg Müller          | Kenny Bräck        | Marc Goossens      |
| 1997   | Ricardo Zonta        | Juan Pablo Montoya | Jason Watt         |
| 1998   | Juan Pablo Montoya   | Nick Heidfeld      | Gonzalo Rodríguez  |
| 1999   | Nick Heidfeld        | Jason Watt         | Gonzalo Rodríguez  |
| 2000   | Bruno Junqueira      | Nicolas Minassian  | Mark Webber        |
| 2001   | Justin Wilson        | Mark Webber        | Tomáš Enge         |
| 2002   | Sébastien Bourdais   | Giorgio Pantano    | Tomáš Enge         |
| 2003   | Björn Wirdheim       | Ricardo Sperafico  | Giorgio Pantano    |
| 2004   | Vitantonio Liuzzi    | Enrico Toccacelo   | Robert Doornbos    |

## Bilarna
Samma storlek som F1 och 6 växlad låda var tillåtet.

Chassi: 2002 Lola B2/50

Motor: Zytec 3 liters V8, 470 Hästkrafter

Prestanda: 0-100 km/h 3,1 s; toppfart: 290 km/h

Däck: Avon, samma storlek som F1

Storlek på bilarna: Samma som F1

Transmission: 6-växlad sekventiell Lola/Hewland

## Regler
Serien kördes från början med Fords 3-liters formel 1-motorer från 1970-talet. Motorvolymen var på 3000cc vilket är ursprunget till namnet formel 3000.

## Euroseries 3000
Den italienska nationella formel 3000-serien övergick i Euro F3000 som sedan blev Euroseries 3000. Se även Euroseries 3000 för mer information.

### Euroseries 3000-mästare
| Säsong | Serie                | Mästare                      |
| ------ | -------------------- | ---------------------------- |
| 2007   | Euroseries 3000      | Davide Rigon                 |
| 2006   | Euroseries 3000      | Giacomo Ricci                |
| 2005   | Italienska F3000     | Luca Filippi Stefano Gattuso |
| 2004   | Superfund Euro F3000 | Nicky Pastorelli             |
| 2003   | Euro F3000           | Augusto Farfus               |
| 2002   | Euro F3000           | Jaime Melo                   |
| 2001   | Euro F3000           | Felipe Massa                 |
| 2000   | Italienska F3000     | Ricardo Sperafico            |
| 1999   | Italienska F3000     | Giorgio Vinella              |